# Manuel Antonio López de Mesa
Manuel Antonio López de Mesa Eutuistle (Rionegro, Antioquia, 22 de mayo de 1846-Santa Fe de Antioquia, 15 de mayo de 1908) fue un obispo colombiano de la Iglesia católica.

## Vida y obra
Nació en Rionegro (Antioquia) el 22 de mayo de 1846. Sus padres fueron Gregorio López de Mesa y Elena Eutuistle (de familia inglesa). Hizo sus estudios primarios en Rionegro. Luego pasó al seminario de Santa Fe de Antioquia (San Fernando) y los finalizó en Medellín, pues en 1868 fue suprimida la sede episcopal de Antioquia. 
Su ordenación sacerdotal fue en Medellín el 18 de julio de 1869. Se desempeñó en los cargos de coadjutor y párroco en Donmatías y años después en San Pedro de los Milagros. El 4 de febrero de 1873 fue restablecida la Diócesis de Antioquia. Tiempo después, fue nombrado canónigo de la catedral y luego provisor y vicario general de la diócesis de Antioquia. La Santa Sede lo nombró deán el 1 de noviembre de 1888. A la defunción de monseñor Jesús María Rodríguez (1891) fue nombrado vicario capitular y por segunda vez, durante el obispado de monseñor Juan Nepomuceno Rueda, ocupó el Provisorato y la Vicaría General de la Diócesis. Al generarse la vacante de la sede episcopal por la renuncia de monseñor Rueda, fue de nuevo vicario capitular y en calidad de tal, gobernó la diócesis hasta el 9 de noviembre de 1902, fecha en la cual recibió la consagración episcopal.
Fue un obispo muy celoso en el ejercicio de su ministerio episcopal. Por problemas presentados en el seminario, donde se desencadenó una epidemia de tifo, ordenó el traslado del seminario menor a la población de Abriaquí y después a San Pedro, en 1905. Su obispado duró apenas 6 años, pues falleció en su sede el día 15 de mayo de 1908. A su muerte el canónigo Francisco Cristóbal Toro fue elegido como vicario capitular hasta la llegado de monseñor Maximiliano Crespo Rivera como nuevo obispo.